# Triprion spinosus
Triprion spinosus – mało znany gatunek płaza bezogonowego z rodziny rzekotkowatych (Hylidae).

## Występowanie

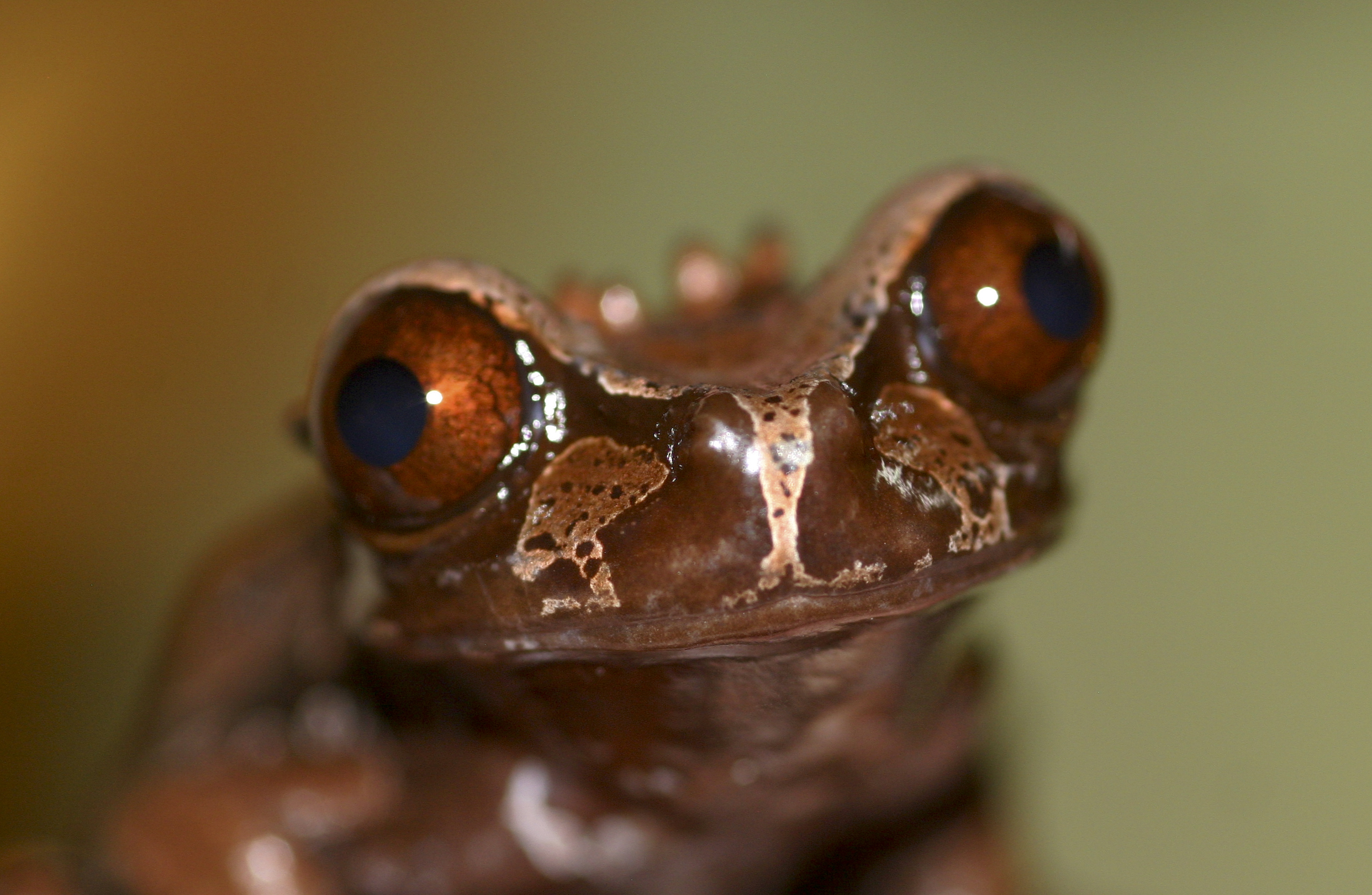
Oblicze Triprion spinosus

Gatunek tworzy kilka oddzielnych, niekomunikujących się z sobą populacji, zamieszkujących Meksyk i Amerykę Centralną:
- Kilka oddzielnych lokalizacji można wymienić w Meksyku (atlantycka strona gór Sierra de Los Tuxtlas w stanie Veracruz, północna część stanu Oaxaca, południowo-wschodnia stanu Puebla i południowa stanu Tabasco). Wydaje się, że płaz opuścił już niektóre z zamieszkiwanych wcześniej stanowisk.
- Kolejna występuje we wschodnim Hondurasie, aczkolwiek spotykano tam płaza bardzo rzadko.
- Jedna dość rozległa lokalizacja znajduje się w środkowej Kostaryce. W kraju tym gatunek dawniej widywano rzadko, ale obecnie jest często spotykany zarówno w historycznych, jak i nowo odkrytych stanowiskach. W latach 1990. płaz był też często spotykany w San Vito na południowym wschodzie kraju, ale od pewnego czasu, mimo poszukiwań, brak jest stamtąd stwierdzeń.
- Dwie populacje występują w Panamie, przy czym pierwsza nieopodal granicy z Kostaryką, druga na wschód od poprzedniej. W tym kraju nigdy nie był to gatunek pospolity, lecz regularnie spotykany w niektórych miejscach. Zniknął z niektórych znanych wcześniej stanowisk.

Zwierzę preferuje wysokość od 95 do 2000 metrów nad poziomem morza. Jego siedlisko stanowią nizinne i górskie lasy deszczowe, przy czym zamieszkuje zarówno lasy nietknięte działalnością człowieka, jak młode lasy wtórne, a nawet plantacje kawy i bananów.

## Rozmnażanie
Rozród przebiega w wypełnionych wodą dziuplach drzew – tam składane są jaja i rozwijają się larwy (kijanki). Samica składa też niezapłodnione jaja, którymi żywią się kijanki.

## Status
W Czerwonej księdze gatunków zagrożonych IUCN płaz ten od 2020 roku klasyfikowany jest jako gatunek bliski zagrożenia (NT, ang. Near Threatened); wcześniej, od 2004 roku uznawano go za gatunek najmniejszej troski (LC, ang. Least Concern).
Całkowita liczebność płaza obecnie spada. Zwierzęciu zagrażają głównie: grzybicza choroba – chytridiomykoza, destrukcja środowiska naturalnego i przekształcanie lasów w tereny otwarte, co wiąże się z rozwojem rolnictwa i zbiórką drewna.
Triprion spinosus zamieszkuje następujące obszary chronione:
- w Meksyku rezerwaty biosfery Los Tuxtlas i El Ocote
- w Kostaryce Park Narodowy Braulio Carrillo i Reserva biológica Alberto Manuel Brenes
- w Panamie Międzynarodowy Park La Amistad
- w Hondurasie Rezerwat Biosfery Tawahka Asagni

Poza tym płaz rozmnażany jest w Panama Amphibian Rescue and Conservation Project w Panamie.